# Емина Заимовић
Емина Заимовић (1940 – 2022) била је прва председница Скупштине општине Тузле и градоначелница Тузле. По струци је била архитекта, она је урадила урбанизацију Тузле и околине.

## Биографија
Емина Заимовић рођена је 1940.године у Тузли. Основну школу похађала је у Сарајеву и Тузли, а Гимназију је завршила у Тузли 1959. године. Упоредо с гимназијом, завршила је шест разреда ниже и два разреда Средње музичке школе у Тузли,одсек за клавир. Завршила је архитектуру на Архитектонском факултету у Сарајеву.
Након завршетка факултета запослила се у Заводу за урбанизам "Пројект" Тузла, где јерадила на изради Урбанистичког плана града Тузле и изради регулационих планова насеља. Учествовала је у тимовима за пројектовање и изградњу многих значајних објеката у Тузли, као што су Инфективна и Интерна клиника, Дом здравља, СКПЦ "Мејдан", Хотел Тузла као и у пројектима грејања града, водоснабдевања и пречишћавања вода у Тузли, Дома пензионера, Дома за децу без родитељског старања.
Учествовала је у изградњи бројних привредних објеката у Тузли. Обављала је дужност секретара Секретаријата за просторно уређење и заштиту животне околине Тузле. На тој дужности остала је до краја деведесетих година, када се пензионисала. Предавала је стручне предмете у Грађевинско-геодетској школи Тузла. 
Умрла је 7. фебруара 2022. у 82. години живота.

### Политичка каријера
На функцију потпредседнице Извршног одбора Скупштине општине Тузла изабрана је 1979. Именована је 1982. за посланицу у Скупштини Социјалистичке Републике Босне и Херцеговине, као председница Већа удруженог рада. У мају 1983. године изабрана је за председницу Скупштине општине Тузла, а коју је обављала до средине 1985. У периоду од 1988. до 1990. вршила је функцију члана Председништва.